# Ангорам (язык)
Ангорам, также известный как Пондо, — папуасский язык, на котором говорят в Папуа — Новой Гвинее.
Американский лингвист Уильям А. Фоли обнаружил, что марамба (Maramba), включённый в «Ethnologue», на самом деле является диалектом ангорама, на котором говорят в деревне Марамба.